# Territoire d'outre-mer (France)
Pour les articles homonymes, voir Territoire d'outre-mer.
« TOM » redirige ici.  Pour les autres significations, voir Tom.

Actuel territoire d'outre-mer (TAAF)
Anciens territoires d'outre-mer ayant changé de statut (vers COM ou DROM)
Anciens territoires d'outre-mer devenus indépendants

Un territoire d'outre-mer, ou TOM, est un type de collectivité française d'outre-mer créé en 1946 avec l'Union française, en remplacement du statut de colonie.
En 1958, la plupart des territoires d'outre-mer deviennent des États membres de la Communauté française avant de devenir indépendants au moment de la décolonisation de l'Afrique. Le statut de territoire d'outre-mer perdure toutefois jusqu'en 2003 où les TOM restants (Mayotte, Polynésie française, Saint-Pierre-et-Miquelon et Wallis-et-Futuna) deviennent des collectivités d'outre-mer (hors Mayotte qui est un département d'outre-mer). Seules les Terres australes et antarctiques françaises (TAAF), inhabitées, sont encore considérées comme un territoire d'outre-mer.

## Histoire

### Union française
- Métropole et départements d'outre-mer
- Territoires d'outre-mer (anciennes colonies)
- Territoires d'outre-mer (sous tutelle)
- États associés (deviennent indépendants avant 1958)

Carte de l'Union française.

À l'issue de la Seconde Guerre mondiale, le statut de l'empire colonial français change. Deux décrets pris en décembre 1945 et février 1946 suppriment les principales dispositions de l'indigénat,. En mars 1946, la loi de départementalisation accorde aux plus anciennes colonies (Guadeloupe, Martinique, La Réunion et Guyane) le statut de département d'outre-mer dans lesquels s'appliquent les lois et décrets déjà en vigueur en France métropolitaine. Enfin, la Constitution du 27 octobre 1946 instituant la Quatrième République crée l'Union française.
Les colonies et les territoires sous tutelle deviennent alors des territoires d'outre-mer, partie intégrante de la République française (à la différence des protectorats, dénommés États associés, qui font partie de l'Union mais pas de la République française).
Ce changement de statut entraine de nouveaux droits pour les habitants : les sujets de l'empire colonial reçoivent notamment le statut de citoyen français ce qui permet aux territoires d'outre-mer d'élire des représentants au Parlement. Mais il ne s'agit toutefois pas d'un statut égalitaire puisque sont maintenus deux catégories de citoyens : les citoyens de statut civil français et les citoyens de statut local (anciens sujets).
La loi du 5 octobre 1946 crée deux collèges électoraux distincts dans les territoires d'outre-mer : celui des citoyens de statut français et celui des autochtones. L'ouverture du droit de vote est limité dans la plupart des territoires aux « notables évolués » et aux titulaires de certaines décorations ou fonctions et les assemblées territoriales créées disposent d'un pouvoir limité.
Les territoires d'outre-mer restent en outre soumis au régime de la spécificité législative ou « régime des décrets » : « la loi française n'est applicable dans les territoires d'outre-mer que par disposition expresse ou si elle a été étendue par décret ».
En 1947, le territoire de la Haute-Volta est recréé.
Entre 1950 et 1954, l'ensemble de l'Inde française est absorbé de fait par l'Inde nouvellement indépendante (ce coup de force[réf. nécessaire] est validé par un traité de 1956 ratifié en 1962).
En 1955, les TAAF sont créées : elles comprennent diverses îles inhabitées de l'Océan Indien précédemment rattachées à Madagascar et une portion de l'Antarctique revendiquée par la France. Elles sont dotées de l'autonomie administrative sous l'autorité d'un préfet,.
Face aux revendications de plus en plus importantes d'autonomie voire d'indépendance, la loi-cadre Defferre est adoptée en 1956. La loi abolit le système des doubles collèges dans les territoires d'outre-mer et crée des conseils de gouvernement composés de membres élus et de fonctionnaires et « dotés d'une large compétence qui embrassera toutes les questions d’intérêt local ».

### VeRépublique
L'adoption de la Constitution du 4 octobre 1958 qui fonde la Cinquième République permet à la plupart des territoires d'outre-mer de s'affranchir de la tutelle de la France. L'Union française est remplacée par une Communauté et, à la mise en place de la Constitution, l'article 76 offre le choix à chaque TOM :
- soit de conserver son statut de territoire d'outre-mer (TOM) au sein de la République française,
- soit de devenir département d'outre-mer de la République (c'est-à-dire être intégré à la République) ;
- soit de quitter la République française en devenant État membre de la Communauté (c'est-à-dire gagner en autonomie).

Seuls six TOM décident de conserver ce statut (territoire des Comores, Polynésie française, côte française des Somalis, Nouvelle-Calédonie, Saint-Pierre-et-Miquelon et TAAF). 
Le Gabon choisit, en premier temps, de devenir département d'outre-mer, ce qui est refusé par De Gaulle et son ministre de l'Outre-mer, Bernard Cornut-Gentille. Le refus du ministre Cornut-Gentille reflétait la pensée du général de Gaulle, qui confia à Alain Peyrefitte : « Nous ne pouvons pas tenir à bout de bras cette population prolifique comme des lapins (…). Nos comptoirs, nos escales, nos petits territoires d’outre-mer, ça va, ce sont des poussières. Le reste est trop lourd ». Le général de Gaulle s'expliqua en ces termes sur l'« affaire gabonaise » : « Au Gabon, Léon M'Ba voulait opter pour le statut de département français. En pleine Afrique équatoriale ! Ils nous seraient restés attachés comme des pierres au cou d'un nageur ! Nous avons eu toutes les peines du monde à les dissuader de choisir ce statut. ». Le refus du choix du Gabon de devenir un département français était donc contraire à la Constitution.
La Guinée refuse la Constitution par référendum et devient indépendante dès 1958. Les autres territoires deviennent des États membres de la Communauté puis, dès 1960, prennent leur indépendance.
L'article 74 de la Constitution prévoit que les territoires d'outre-mer subsistant « ont une organisation particulière tenant compte de leurs intérêts propres ». Le régime de la spécialité législative est ainsi maintenu.
Wallis-et-Futuna devient un territoire d'outre-mer en 1961, à la suite d'un référendum en 1959 .
La côte française des Somalis devient le territoire français des Afars et des Issas en 1967 et obtient son indépendance en 1977 sous le nom de Djibouti. Le territoire des Comores devient État comorien indépendant en 1975 mais Mayotte — seule île de l'archipel à voter contre l'indépendance — est conservé par la France et est érigée en collectivité territoriale à statut particulier en 1976.
En 1976, Saint-Pierre-et-Miquelon devient département d'outre-mer avant de devenir une collectivité territoriale à statut particulier en 1985.
En 1998, à la suite de plusieurs années de tensions et de violences qui se terminent avec la signature de l'accord de Nouméa, la Nouvelle-Calédonie obtient le statut particulier traité au titre XIII de la Constitution.
En 2003, une révision de l'article 74 de la Constitution substitue à territoire d'outre-mer la notion de collectivité d'outre-mer (COM). La nouvelle rédaction prévoit que le statut de chacune des collectivités d'outre-mer est « défini par une loi organique, adoptée après avis de l'assemblée délibérante » de la collectivité. Seules les TAAF, inhabitées, continuent d'être considérées comme un territoire d'outre-mer. L'article 73 permet de mettre fin à cette complexité et offre la possibilité de créer « une collectivité se substituant à un département et une région d'outre-mer » ou « une assemblée délibérante unique pour ces deux collectivités » à condition que ce projet soit validé par référendum dans le territoire concerné. C'est cette option de la collectivité territoriale unique (dite « département de Mayotte ») qui est retenue en 2011 après que les Mahorais ont voté pour la départementalisation de leur île. Mayotte, territoire acquis par la France au XIXe siècle et rattaché au territoire des Comores de 1946 à l'indépendance des Comores en 1975, était précédemment une collectivité territoriale à statut particulier devenue « collectivité départementale » en 2001.
En 2007, les communes insulaires de Saint-Barthélemy et Saint-Martin se détachent de la Guadeloupe à laquelle elles étaient rattachées pour devenir des collectivités d'outre-mer.

## Liste des territoires d'outre-mer français
| Nom                                                | Nom | Ensemble | Création | Disparition | Remarque                            |
| -------------------------------------------------- | --- | -------- | -------- | ----------- | ----------------------------------- |
| Terres australes et antarctiques françaises (TAAF) |     |          | 1955     | —           | Territoire inhabité et dernier TOM. |

## Liste des anciens territoires d'outre-mer français
| Nom                                                     | Nom | Ensemble                      | Création | Disparition | Remarque |
| ------------------------------------------------------- | --- | ----------------------------- | -------- | ----------- | --- |
| Cameroun (territoire sous tutelle)                      |     | Afrique-Équatoriale française | 1946     | 1958        | Devient un État de la Communauté en 1958 et indépendant en 1960. |
| Cochinchine                                             |     | Indochine française           | 1946     | 1949        | Rattachement au Gouvernement central provisoire du Viêt Nam. |
| Comores                                                 |     |                               | 1946     | 1975        | Deviennent indépendantes en 1975 sauf Mayotte, conservée par la France. |
| Côte d'Ivoire                                           |     | Afrique-Occidentale française | 1946     | 1958        | Devient un État de la Communauté en 1958 et indépendante en 1960. |
| Dahomey                                                 |     | Afrique-Occidentale française | 1946     | 1958        | Devient un État de la Communauté en 1958 et indépendant en 1960. |
| Moyen Congo                                             |     | Afrique-Équatoriale française | 1946     | 1958        | Devient un État de la Communauté sous le nom de Congo en 1958 et indépendant en 1960. |
| Guinée                                                  |     | Afrique-Occidentale française | 1946     | 1958        | Refuse la Constitution de la Ve République et devient indépendante en 1958. |
| Haute-Volta                                             |     | Afrique-Occidentale française | 1947     | 1958        | Devient un État de la Communauté en 1958 et indépendant en 1960. |
| Inde française                                          |     |                               | 1946     | 1954        | Transférée à l'Inde entre 1950 et 1954. |
| Madagascar                                              |     |                               | 1946     | 1958        | Devient un État de la Communauté en 1958 et indépendant en 1960. |
| Mauritanie                                              |     | Afrique-Occidentale française | 1946     | 1958        | Devient un État de la Communauté en 1958 et indépendante en 1960. |
| Mayotte                                                 |     |                               | 1976     | 1976        | Devient une collectivité territoriale à statut particulier peu après l'indépendance du reste des Comores, devient une collectivité d'outre-mer à la disparition du statut de TOM, puis département et région d'outre-mer (DROM) à partir du 31 mars 2011 (à la suite du référendum de 2009). |
| Niger                                                   |     | Afrique-Occidentale française | 1946     | 1958        | Devient un État de la Communauté en 1958 et indépendant en 1960. |
| Nouvelle-Calédonie                                      |     |                               | 1946     | 1998        | Devient une collectivité sui generis à la suite de l'accord de Nouméa. |
| Oubangui                                                |     | Afrique-Équatoriale française | 1946     | 1958        | Devient un État de la Communauté sous le nom de République centrafricaine en 1958 et indépendante en 1960. |
| Polynésie française Établissements d'Océanie avant 1957 |     |                               | 1946     | 2003        | Devient une collectivité d'outre-mer à la disparition du statut de TOM. |
| Sénégal                                                 |     | Afrique-Occidentale française | 1946     | 1958        | Devient un État de la Communauté en 1958, adhère à la Fédération du Mali en 1959 puis devient indépendant en 1960. |
| Somalis ; Afars et Issas à partir de 1967               |     |                               | 1946     | 1977        | Devient indépendant sous le nom de Djibouti en 1977. |
| Saint-Pierre-et-Miquelon                                |     |                               | 1946     | 1976        | Est département d'outre-mer de 1976 à 1985 puis devient une collectivité territoriale à statut particulier jusqu'en 2003 à la création du statut de collectivité d'outre-mer. |
| Soudan français                                         |     | Afrique-Occidentale française | 1946     | 1958        | Devient un État de la Communauté en 1958, adhère à la Fédération du Mali en 1959 puis devient indépendant sous le nom de Mali en 1960. |
| Tchad                                                   |     | Afrique-Équatoriale française | 1946     | 1958        | Devient un État de la Communauté en 1958 et indépendant en 1960. |
| Togo (territoire sous tutelle)                          |     | Afrique-Occidentale française | 1946     | 1958        | Devient un État de la Communauté en 1958 et indépendant en 1960. |
| Wallis-et-Futuna                                        |     |                               | 1961     | 2003        | Ancien protectorat, devient une collectivité d'outre-mer à la disparition du statut de TOM de la Constitution, bien que la loi du 29 juillet 1961 conférant le statut de TOM soit encore en vigueur.                                                                                         |